# Міхалово-Врубле
Міхалово-Врубле (пол. Michałowo-Wróble) — село в Польщі, у гміні Боґути-П'янки Островського повіту Мазовецького воєводства.
У 1975-1998 роках село належало до Ломжинського воєводства.